# ΜClinux

Die uClibc enthält Subroutinen um die Systemaufrufe des Linux-Kernels bzw. μClinux "drumherum".

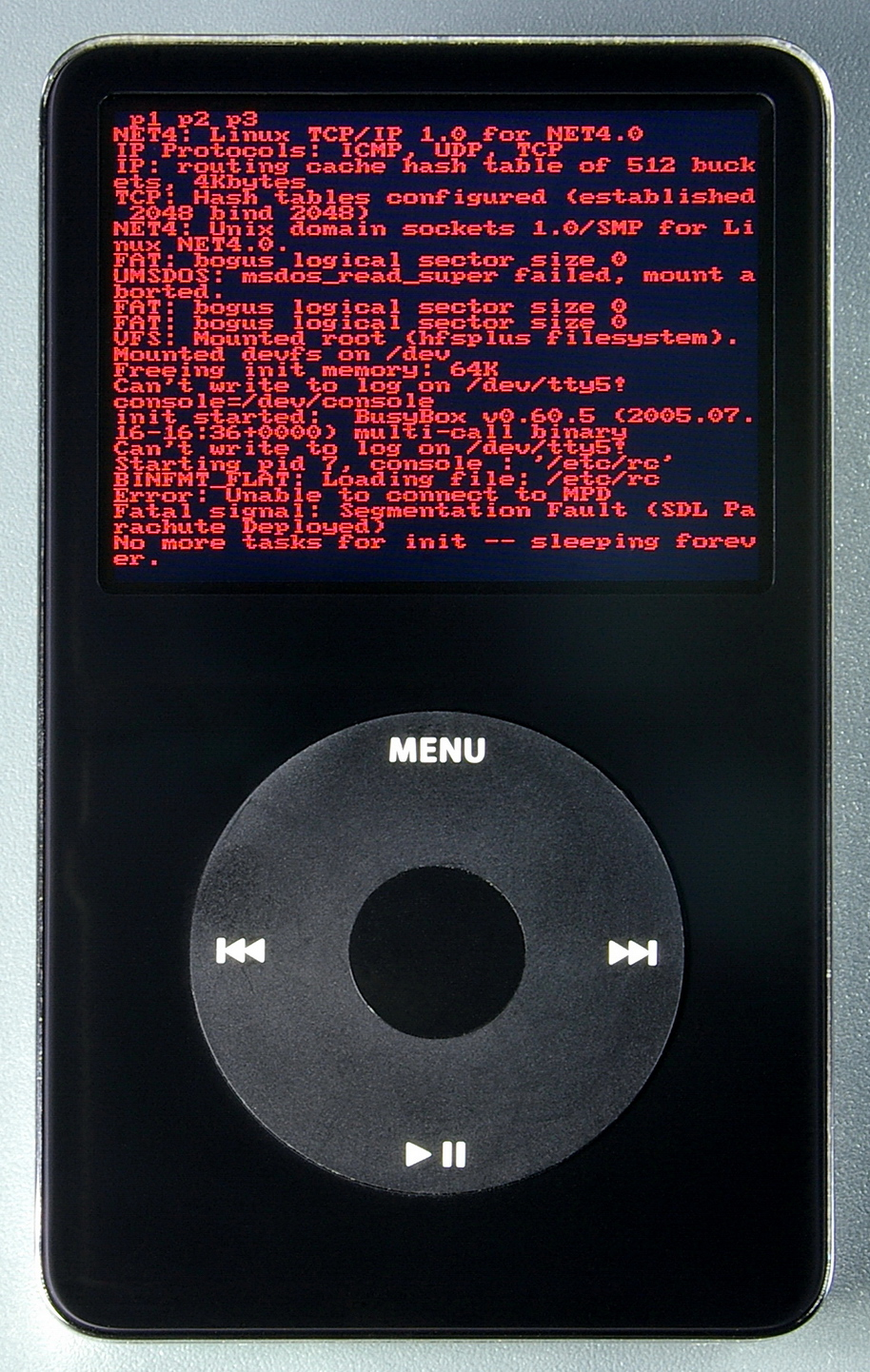
IPod mit µClinux

µClinux (auch uClinux, „you-see-linux“ ausgesprochen, für „Microcontroller Linux“) ist eine Linux-Distribution mit einem Kernel, der an Mikroprozessoren und Mikrocontroller ohne Memory Management Unit (MMU) angepasst ist.
Seit Kernelversion 2.6 sind große Teile von µClinux für verschiedene Prozessoren im Linuxkernel enthalten. µClinux läuft auf vielen Eingebetteten Systemen, also Geräten, in denen ein kleiner Computer Funktionen steuert: LAN-Disks, DSL-Router, DVD-Player, Fotoapparate und andere. Ein Vorteil ist das große Angebot ausgereifter Software-Anwendungen für µClinux, z. B. an Netzwerkapplikationen.
Zum µClinux-Projekt gehört neben der Kernel-Entwicklung die Entwicklung einer uClibc genannten Standard-C-Bibliothek, die bei verringertem Speicherbedarf Kompatibilität zur glibc anstrebt. In der Distribution sind weitere auf geringe Speicherkapazität zugeschnittene Standardsoftware-Ersätze, wie BusyBox, enthalten.

## Anwendung
µClinux findet z. B. Anwendung 
- als Bestandteil von iPodLinux
- als Basis eines von Thomas Schmidt begonnenen Projekts „uClinux for MB86H2X“ für den Fujitsu MB86H2X (ArcTangent A4) Prozessor, der in vielen Digitalreceivern (z. B. Digenius/Grobi), eingesetzt wird
- als Betriebssystem des Routers KWGR614 von Netgear
- als Homebrew für Playstation Portable
- als DSLinux für den Nintendo DS
- auf dem 1U CubeSat (Kleinsatellit)  UWE-1 der Uni Würzburg[1]